# Verkehrserziehung

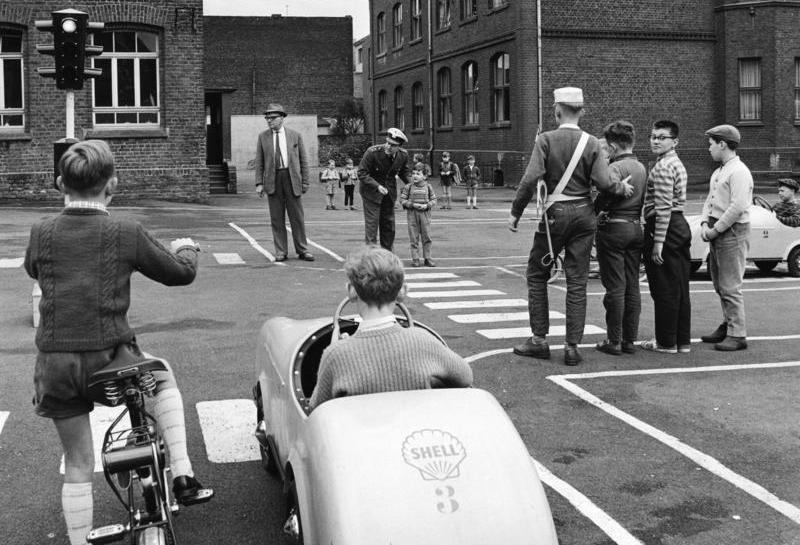
Verkehrserziehung 1961

Verkehrserziehung ist die pädagogische Einwirkung auf Kinder und Jugendliche mit dem Ziel, sie beim Aufbau von angemessenen Einstellungen und Verhaltensweisen im Straßenverkehr zu unterstützen. Insofern geht sie weit über die bloße Vermittlung von Verkehrsregeln und die Schulung in Jugendverkehrsschulen hinaus. Teilbereiche der Verkehrserziehung sind die verkehrsbezogene Gesundheits-, Sozial-, Umwelt- und Mobilitätserziehung, wobei letztere den Schwerpunkt Ortsveränderungen im Verkehr behandelt. Bezogen auf Erwachsene spricht man eher von Verkehrsunterricht oder Verkehrsschulung (zum Beispiel in Fahrschulen). Der Begriff Verkehrsunterricht dient auch oft als Bezeichnung für die schulische Verkehrserziehung.

## Verhältnis von Verkehrserziehung und Mobilitätserziehung
In der für die Verkehrserziehung maßgeblichen Empfehlung der Kultusministerkonferenz und in aktuellen Publikationen wird die Bezeichnung Verkehrserziehung durch den Begriff Mobilitätserziehung ergänzt oder sogar ersetzt. Mobilität thematisiert nach der gängigen Definition das Potential und das individuelle Verhalten der Ortsveränderung, während es bei Verkehr um die realisierte und oft aggregiert gedachte Ortsveränderung geht. Bei Mobilitätserziehung kommen vor dem Hintergrund der Umweltauswirkungen des Verkehrs auch Fragen in den Blick, ob Verkehr zur Bedürfnisbefriedigung überhaupt nötig ist oder vermieden werden kann, welche Mobilitätsoptionen zur Verfügung stehen und wie Mobilitätsverhalten beeinflusst und verändert werden kann.  Als weiteres Argument für den Begriffsaustausch wird angeführt, dass man Verkehr nicht erziehen könne. Gegen die synonyme Verwendung oder Umbenennung der Verkehrserziehung werden jedoch in der Literatur auch Gegenargumente genannt:
- Ebenso wenig wie den Verkehr – wird entgegengehalten – kann man die Mobilität erziehen. Verkehrserziehung bedeutet auch nicht Erziehung des Verkehrs oder des Verkehrens, sondern (ähnlich der Sporterziehung) Erziehung durch Verkehren, beim Verkehren, zum (vernünftigen) Verkehren. Kompetenter Vermittler des Lernfeldes Verkehr ist der Verkehrserzieher.

- Verkehrserziehung ist der weitere und damit übergeordnete Begriff (Verkehren = Miteinander umgehen). Er ist damit besser geeignet, das komplexe Aufgabenfeld der Verkehrspädagogik zu kennzeichnen. Mobilitätserziehung umfasst begrifflich nur einen von mehreren Teilbereichen der Verkehrserziehung, den, der mit Bewegung und Ortswechseln (Räumliche Mobilität und Beweglichkeit) zu tun hat.

- Der Ausdruck Verkehrserziehung wird als kindgemäßer, leichter verständlich und daher auch didaktisch besser vermittelbar gesehen. Er bezieht das menschliche Miteinander als Wesen des Verkehrens ein und setzt entsprechend, sachlich richtig und methodisch sinnvoll, schon vor der Beteiligung am Straßenverkehr an (Verkehren = einander begegnen, sich austauschen, verträglich miteinander umgehen).

- Verkehrserziehung erlaubt mit seinen vielfältigen sprachlichen Gestaltungsmöglichkeit als Substantiv (Verkehr), als Verb (verkehren), als Adjektiv (verkehrsgerecht) und in Wortverbindungen (Verkehrszeichen) eine flexiblere Handhabung und Zuordnung zur Verkehrspädagogik wie zu dem übergeordneten Bereich der Verkehrswissenschaften.

- Das gesamte Sachgebiet und das breite Aufgabenfeld lassen sich unter dem bekannten Begriff Verkehrserziehung erkennbar zusammengehörig, stimmig und einheitlich subsumieren (Verkehrserzieher, Verkehrsteilnehmer, Verkehrsraum, Verkehrsregeln, Verkehrszeichen, Verkehrsmittel, Verkehrssituationen, Verkehrssicherheit, Verkehrsunfall, Verkehrsunterricht, Verkehrssünder, Verkehrsrowdy, Verkehrssinn, Verkehrsdisziplin, Verkehrskasper, Verkehrsdidaktik, Verkehrsintelligenz, Verkehrskompetenz, Verkehrsverhalten etc.).

Die Mobilitätserziehung leistet jedoch, ebenso wie die anderen Unterbereiche Persönlichkeits-, Sozial-, Sicherheits-, Umwelt- oder Gesundheitserziehung, einen unbestritten bedeutsamen Sachbeitrag zur Verkehrserziehung.

## Struktur der Verkehrserziehung in Deutschland
Die Verkehrserziehung in Deutschland ist auf verschiedenen gesellschaftlichen Ebenen angesiedelt und zeichnet sich durch interdisziplinäre Kooperationen und Methodenvielfalt aus.
Für die schulische Verkehrserziehung sind aufgrund der föderalen Staatsstruktur die Länder zuständig. Daher werden in Deutschland von jedem Bundesland eigene Curricula und Handreichungen für Verkehrserziehung an den Schulen erarbeitet, die unterschiedliche Akzente setzen. Dies betrifft die Zielsetzungen wie die Inhalte, den Stundenumfang und die Methoden.
Um eine Harmonisierung der schulischen Verkehrserziehung zu erreichen, wurde in der Bundesrepublik Deutschland 1972 erstmals durch die Kultusminister der Länder eine „KMK-Empfehlung zur Verkehrserziehung“ verabschiedet. Diese wurde in den Jahren 1994 und 2012 überarbeitet und dem Diskussionsstand angepasst. Im Rahmen dieser Empfehlungen sind u. a. Umfang, Themen und Methoden der Verkehrserziehung abgesteckt. Jedes Bundesland gestaltet auf dieser Grundlage seine eigenen Curricula.
Die verkehrsdidaktische Ausbildung der Lehrer erfolgt an den Hochschulen. Die Schulen werden durch speziell ausgebildete Polizeibeamte unterstützt (z. B. bei der Schulwegsicherung, der Radfahrausbildung oder bei Aktionen für junge Fahrer). Polizeibeamte sind darüber hinaus auch in der außerschulischen Verkehrserziehung aktiv.
Als weitere Organisationen bringen sich etwa die Deutsche Verkehrswacht (Jugendverkehrsschulen), Unfallversicherungen und andere Interessenverbände, kirchliche Organisationen, Unternehmen in die schulische Verkehrssicherheitsarbeit ein.
Das Bundesministerium für Verkehr und digitale Infrastruktur (BMVI) unterstützt Maßnahmen der außerschulischen Verkehrserziehung über den Deutschen Verkehrssicherheitsrat und die Deutsche Verkehrswacht, etwa das Programm „Kind und Verkehr“, welches sich an Eltern von Vorschulkindern und das Programm „Kinder im Straßenverkehr“, das sich an Vorschulerzieherinnen und -erzieher wendet. Die Bundesländer finanzieren Projekte an den Schulen und Hochschulen, etwa das „Fußgängerdiplom“ oder das „Karlsruher 12-Schritte-Programm“ für die Sicherung des Schulanfängers.
Die Forschung in den Bereichen der Verkehrssicherheit und der Verkehrserziehung wird in den unterschiedlichen Kompetenzbereichen unter verschiedener Schwerpunktsetzung betrieben. So führt etwa die Bundesanstalt für Straßenwesen Bergisch Gladbach vorrangig Forschungsprojekte zu aktuellen Fragestellungen der Verkehrssicherheit durch.
Im Hochschulbereich, etwa an den Universitäten Essen und Dresden oder an den Pädagogischen Hochschulen Karlsruhe und Heidelberg, stehen dagegen je nach der wissenschaftlichen Ausrichtung mehr psychologische, pädagogische, soziologische und didaktische Fragestellungen der Verkehrserziehung im Vordergrund.
Für die praktische Verkehrserziehung vor Ort liefern Hochschulen, Unternehmen, Versicherungen, Interessenverbände zahlreiche sehr unterschiedliche Angebote an Programmen, Materialien und Aktionen.

## Verkehrserziehung im Kindergarten

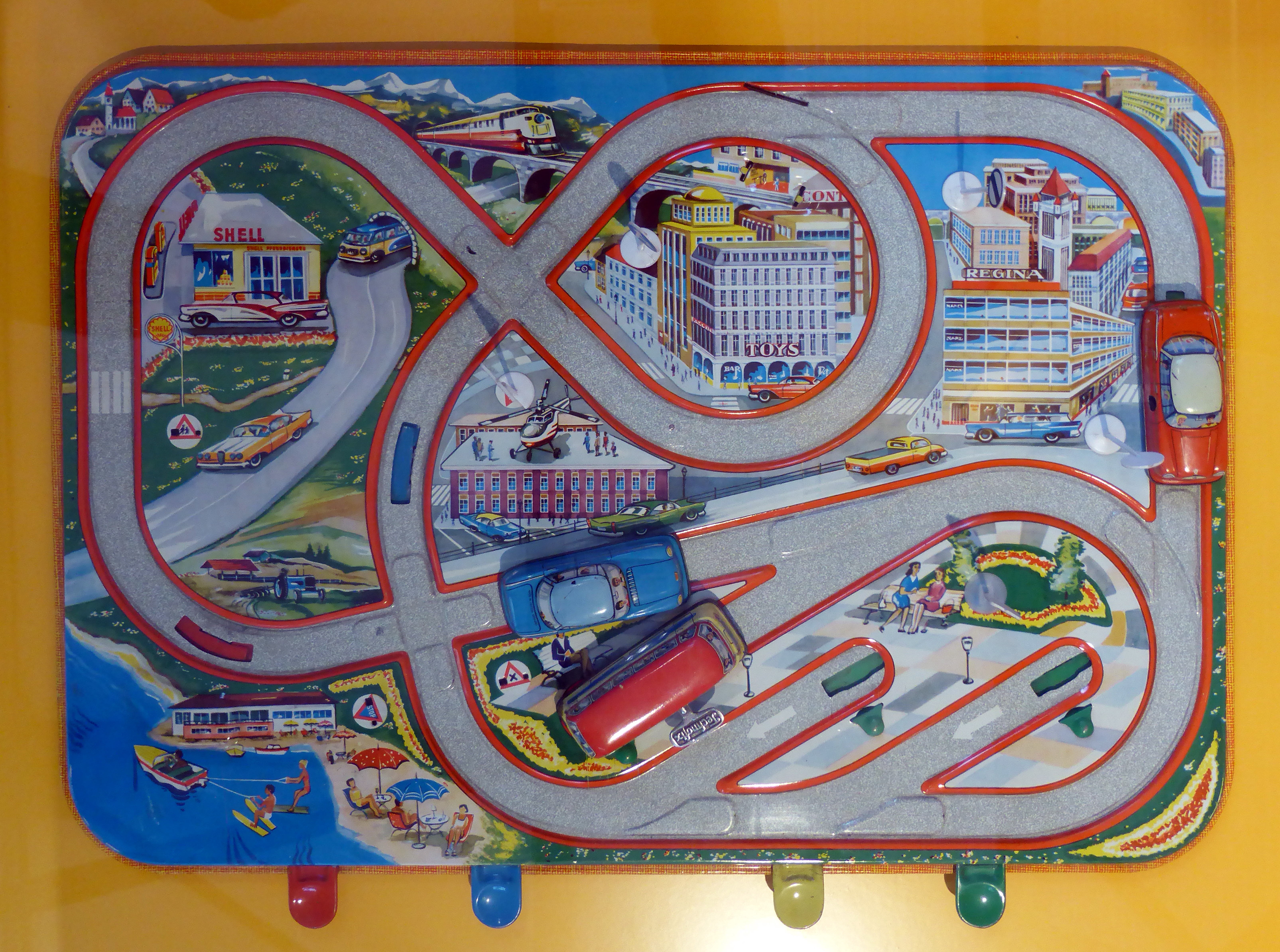
Blechspielzeug Verkehrsspiel Traffic Control von 1959

Verkehrserziehung beginnt bereits im Kindergartenalter. Allerdings nimmt sie in vielen Kindergärten eher eine Randstellung ein, weil Erzieherinnen und Erzieher in ihrer Ausbildung nur selten mit dieser Thematik vertraut gemacht werden. Unter Bezug auf den Situationsansatz lässt sich die Notwendigkeit, bereits in diesem Alter mit Verkehrserziehung zu beginnen, wie folgt begründen: Schon kleine Kinder nehmen in unterschiedlichen Rollen (als Fußgänger, Radfahrer, Mitfahrer) allein oder in Begleitung am Straßenverkehr teil. Verkehrssituationen sind also Lebenssituationen, mit denen sich Kinder auseinandersetzen müssen. Es sind sogar existenziell bedeutsame Lebenssituationen, denn wenn ein Kind beispielsweise plötzlich auf eine Fahrbahn rennt, kann dieses Fehlverhalten zu schweren Verletzungen oder gar zum Tod führen.
Die Auseinandersetzung mit dem Straßenverkehr darf also im Kindergarten nicht als belangloses Randgebiet betrachtet werden. Sie gehört vielmehr zu den wesentlichen Aufgaben von Bildung und Erziehung. Auch die häufig vertretene Auffassung, Kinder müssten durch Erzieher und Eltern -etwa in der Form des Elterntaxi- vor den Gefahren des Straßenverkehrs behütet werden, widerspricht einer Pädagogik der schrittweisen Vermittlung von Autonomie und Kompetenz.

Experiment zur Nachtsichtbarkeit von reflektierender Kleidung

Aufgrund ihres Entwicklungsstandes haben Kinder größere Schwierigkeiten, sich im Straßenverkehr angemessen und sicher zu bewegen als Jugendliche oder Erwachsene. Das liegt vor allem an folgenden Eigenheiten: an der geringen Körpergröße und der damit fehlenden Übersicht, dem engeren Blickwinkel (Tunnelblick), den Schwierigkeiten beim Einschätzen von Geschwindigkeiten und Entfernungen, Problemen bei der Koordinierung von Wahrnehmung und Motorik, dem begrenzten Gefahrenbewusstsein, der Konzentration auf Gegenstände und Personen, die für das Kind emotional bedeutsam sind, und damit der leichten Ablenkbarkeit von verkehrsrelevanten Sachverhalten.
Zu den Zielen der elementaren Verkehrserziehung gehört deshalb auch die Förderung von Wahrnehmung, Motorik und Konzentration der Kinder. Dabei ist es sinnvoll, diese Übungen und Spiele so zu gestalten, dass sie bereits einen Bezug zu Verkehrssituationen haben.
Als kindgemäße Methode der kognitiven Auseinandersetzung mit Verkehrsproblemen hat sich der Auftritt des Verkehrskasper, der 1956 von Edgar Perseke zusammen mit Will Hermanns entwickelt wurde, erwiesen. Er wird von den Kindern als echter Gesprächspartner wahrgenommen und kann als solcher Problemdiskussionen anstoßen und mit den Kindern durchspielen. Die Kinder können dabei zu eigenem Nachdenken und eigenen Lösungsansätzen geführt werden. Die Verkehrskasper-Didaktik hat in ihrer langen Geschichte von unterhaltsamen, aber oft drastischen „Bratpfannen-Lösungen“ beim Umgang mit Verkehrsverstößen zu intelligenten wirklichkeitsnahen, die Phantasie der Kinder fordernden Verhaltensformen gefunden.
Wie Erwachsene, so sind auch Kinder eher bereit, sich an Regeln zu orientieren, wenn sie deren Sinn einsehen. Hier helfen kleine Experimente oder Beobachtungen im Straßenverkehr, die den Kindern eine konkrete Erfahrung vermitteln. Die Bereitschaft, bei Dunkelheit auffällige Kleidung zu tragen, fällt einem Vierjährigen leichter, wenn er zum Beispiel in einem verdunkelten Raum mit einer Taschenlampe auf ein Kind mit schwarzem Mantel und eines mit einem reflektierenden Mantel geleuchtet hat.
Neben solchen Übungen im Schonraum des Kindergartens gehört auch die Teilnahme am realen Straßenverkehr zur vorschulischen Verkehrserziehung. Da dies im Kindergarten in der Regel nur mit mehreren Kindern oder der gesamten Gruppe möglich ist, sind auch die Eltern gefordert. Sie können bei Spaziergängen und beim Einkaufen mit ihrem Kind wesentlich gründlicher Beobachtungen und Übungen im Straßenverkehr durchführen. Anleitung dazu können sie von den Erziehern oder speziell ausgebildeten Moderatoren bei Elternveranstaltungen erhalten.

## Verkehrserziehung in der Schule

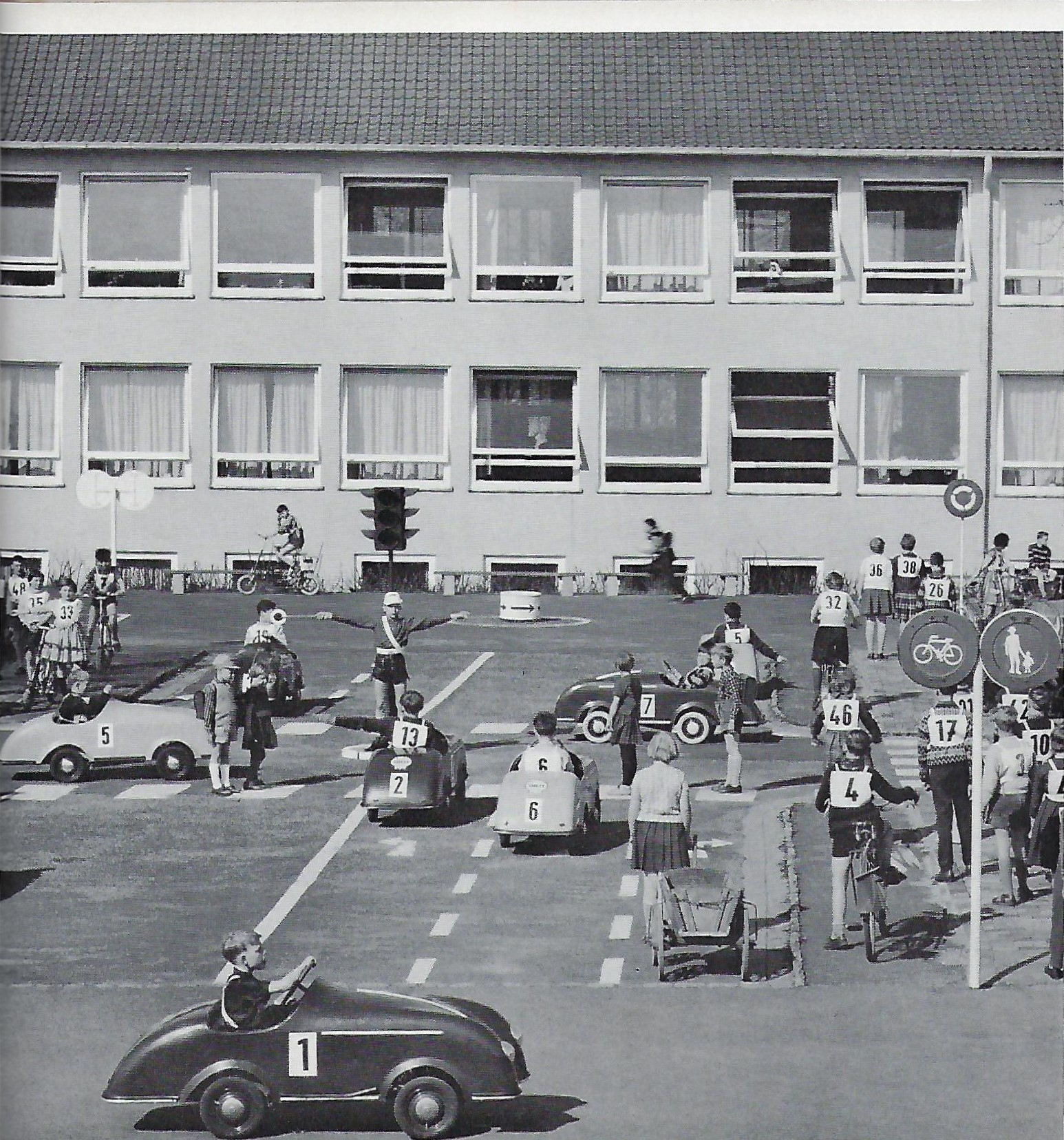
Verkehrsgarten der Hohenstaufenschule in Minden (vor 1972)

Die Verkehrserziehung ist in fast allen deutschen Bundesländern als ein eigenes Unterrichtsfach oder als fächerübergreifender Arbeitsbereich von Klasse 1 an in den Lehrplänen verankert. Die aktuelle Beschlussfassung der Kultusministerkonferenz der Länder v. 10. Mai 2012 erklärt die Verkehrserziehung zu einer „übergreifenden Aufgabe der Schule“ (Vorbemerkung). Entsprechend wird die Umsetzung in Form eines fächerübergreifenden Unterrichts bzw. in Projektform empfohlen (S. 4). Außerdem wird nahegelegt, bei der Umsetzung vom Erfahrungshorizont der Kinder auszugehen (Verkehrserziehung vom Kinde aus)(S. 4). Innerhalb der Lerneinheiten werden die für Kinder relevanten Verhaltensweisen im Verkehr im theoretisch-praktischen Verbund vermittelt. Oft umfasst dies auch ein Training unter Mitwirkung der örtlichen Polizei. Dabei kommen teilweise spezielle Übungsplätze (Jugendverkehrsschule, Verkehrskindergarten, Verkehrsgarten) zum Einsatz, auf denen angemessenes Verkehrsverhalten abseits des echten Straßenverkehrs gefahrlos eingeübt werden kann. Zur Umsetzung der hinzugekommenen Lehranteile der Mobilitätserziehung (Verkehrsraumnutzung, Klimaschutz, Verkehrsmittelwahl usw.) wird eine Zusammenarbeit mit außerschulischen Institutionen angeregt, die in einem gesonderten Anhang aufgelistet werden.
Man erhält zum Abschluss der verschiedenen Unterrichtseinheiten jeweils eine Urkunde, die etwa zum selbstständigen Schulgang als Fußgänger (Fußgängerdiplom) qualifiziert oder als geprüfter Radfahrer (Radfahrprüfung) beim ADFC berechtigt, ohne Begleitung einer direkten Bezugsperson an den öffentlichen Touren teilzunehmen.
Ziel der Maßnahmen ist es, die Kinder im Verkehrsleben zu verselbstständigen und sie zu trainieren, ihren Fußweg bzw. ihr Fahrrad sicher zu beherrschen (Förderung der Geschicklichkeit und der Verkehrssicherheit).
Ziel ist es auch, den laut der Statistik seit 1950 ständig gestiegenen Unfallzahlen entgegenzuwirken (Unfallentwicklung: 1950 = 260.761 → 1989 = 1.997.787 → 2012 = 2.401.843 → 2014 = 2.406.685).
Laut österreichischem Lehrplan ist die Verkehrserziehung ein Unterrichtsprinzip und hat laufend in den Unterricht von der 1. bis zur 4. Klasse (Grundstufe I und II) eingebaut zu werden. Besuche durch die Exekutive finden regelmäßig statt. Dabei liegt dann der Schwerpunkt darauf, in der unmittelbaren Schulumgebung Übungsprogramme durchzuführen. Auch das richtige Verhalten in öffentlichen Verkehrsmitteln wird trainiert. Aktionen, wie „Blick und Klick“ und „Hallo Auto“, die vom ÖAMTC angeboten werden, zählen wie das Puppentheater „Puppomobil“ vom ARBÖ zu den besonderen Attraktionen. Ein weiteres Beispiel ist das Magazin „Sicherer Schulweg“ mit der Figur Helmi. Sicherheitsrelevante Themen werden so auf anschauliche, unterhaltsame Weise den Kindern näher gebracht.

## Verkehrschulung für Zugewanderte
Im Zuge der Flüchtlingskrise wurde deutlich, dass es unter den neu Angekommenen oft an Kenntnis der elementarsten einheimischen Verkehrsregeln mangelte. Flüchtlinge wurden im Rahmen einzelner Projekte, teils auf ehrenamtlicher Basis, als Fußgänger oder Fahrradfahrer mit den deutschen Verkehrsregeln vertraut gemacht.

## Aufbauseminare für Kraftfahrer (ASK)
Der Begriff Aufbauseminare für Kraftfahrer (ASK) bezeichnete bis Ende 1998 eine Maßnahme im Zuge der damaligen Regelungen zum Punktesystem. Durch die freiwillige Teilnahme an einem Aufbauseminar für Kraftfahrer wurde ein Punkterabatt von 3 bis 4 Punkten gewährt.
Im Rahmen der Einführung der EU-Führerscheinrichtlinie Anfang 1999 erfolgte eine Veränderung der Regelungen des Punktesystems und dessen Maßnahmen. In diesem Zusammenhang wurde die Bezeichnung Aufbauseminare für Punkteauffällige (ASP) eingeführt und ersetzt heute die ehemalige Bezeichnung ASK.
Aufbauseminare für Punkteauffällige (ASP) und Aufbauseminare für Fahranfänger (ASF) sind dem Bereich der Kraftfahrerrehabilitation zuzuordnen. Das Aufbauseminar für Punkteauffällige (ASP) ist eine Maßnahme nach dem Punktesystem gemäß § 4 Abs. 3 StVG und richtet sich an mehrfachauffällige Kraftfahrer. Sie soll zur Sekundärprävention bzw. Tertiärprävention dienen, wenn davon auszugehen ist, dass das regelüberschreitende Verkehrsverhalten bereits dauerhaft und entsprechend problematisch geworden ist.

## Sicherheitstraining

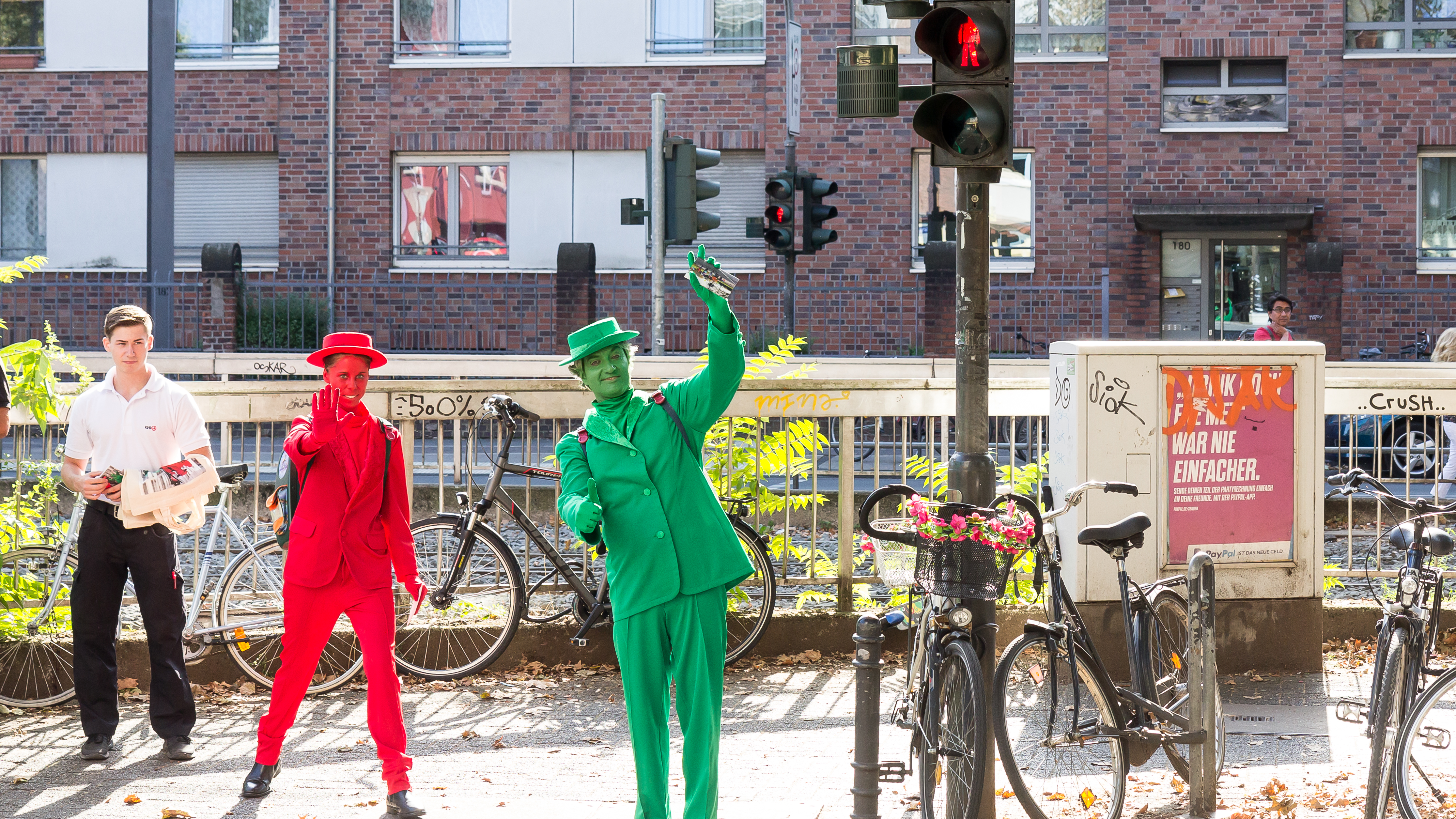
Pantomimen als lebende Ampelmännchen weisen zum Schuljahresbeginn auf korrektes Verhalten an einer Fußgängerampel hin. Aktion „Köln steht bei Rot“ (2016)

Sicherheitstraining beginnt immer mit der Fußgängerausbildung, weil die Kinder auf diese Weise zunächst mit dem Straßenverkehr selbstständig in Berührung kommen und sie dabei nicht überfordert werden. Ausgereifte Lehr- und Lernhilfen wie das Karlsruher 12-Schritte-Programm oder das Fußgängerdiplom helfen Eltern und Erziehern dabei, den Kindern eine erste Perspektive zum sicheren Verkehrsteilnehmer zu erarbeiten.
Hauptgefahrenquelle im Straßenverkehr ist für Kinder der Schulweg. Deshalb wird spätestens zu Schulbeginn durch besondere pädagogische Maßnahmen, wie etwa die Methode Schulwegspiel, Wert auf die Verselbstständigung des Schulanfängers gelegt.
Dazu müssen die Erwachsenen zunächst erkennen, dass der Transport im elterlichen Auto den Kindern -statistisch belegt- nicht nur keine tatsächliche Sicherheit verschafft (im Jahre 2015 verunglückten Kinder im Alter von sechs bis neun Jahren mit 41,5 % immer noch am häufigsten in einem Auto, 40,5 % von ihnen tödlich). Er schneidet ihnen zusätzlich auch das Lernen und Üben des Umgangs mit dem Straßenverkehr ab und lässt sie auf diese Weise zu sogenannten „Gefahrenkindern“ (= besonders gefährdeten Kindern) werden.
Die nächsten Schritte der Sicherheitsausbildung betreffen den richtigen Umgang mit Spielmobilen, Fahrrädern und Motorfahrzeugen. Beim Verkehrssicherheitstraining mit Fahrzeugen wird unter anderem richtiges Bremsen und Ausweichen auf trockener und nasser/glatter Fahrbahn geübt. Dies ist eine Ergänzung zur Fahrpraxis. Hierfür stehen Fahrsicherheitsanlagen zur Verfügung. Sinn der Maßnahme ist auch hier eine Verringerung der Unfälle (Prävention).